# مارتي كافناغ
مارتي كافناغ (بالإنجليزية: Marty Kavanagh)‏ هو لاعب كرة قاعدة أمريكي، ولد في 13 يونيو 1891 في هاريسون في الولايات المتحدة، وتوفي في 28 يوليو 1960 في تايلور في الولايات المتحدة.

## وصلات خارجية
- مارتي كافناغ على موقعبيزبول رفرنس.كوم (الدوري الرئيسي) (الإنجليزية)
- مارتي كافناغ على موقعبيزبول رفرنس.كوم (الدوري الثانوي) (الإنجليزية)